# Pieter van Musschenbroek
Pieter van Musschenbroek (Leiden, 14 de marzo de 1692 – 19 de septiembre de 1761) fue un médico y físico neerlandés.
Asistió a conferencias de John Theophilus Desaguliers e Isaac Newton, en Londres. Finalizó su estudio en filosofía en 1719.
Dio clases de física en Duisburgo, Utrecht y en Leyden a partir de 1740. Realizó varios experimentos sobre la electricidad. Uno de ellos llegó a ser famoso: se propuso investigar si el agua encerrada en un recipiente podía conservar cargas eléctricas. Durante esta experiencia, unos de sus asistentes optó por tomar la botella con una mano y recibió una fuerte descarga eléctrica. De esta manera fue descubierta la botella de Leyden y la base de los actuales condensadores. 
En el 1746 descubre el primer condensador, y lo llama en honor a la universidad y ciudad de donde era oriundo "Botella de Leyden". Aunque simultáneamente el mismo aparato fuera descubierto por el inventor alemán Ewald Georg von Kleist, el nombre de la "Botella de Leyden" quedó en la historia como uno de los grandes descubrimientos de la ciencia.
El primer condensador consistía en una botella de vidrio parcialmente llena con agua y tapada con un corcho atravesada en su centro por un cable con uno de sus extremos sumergido en el agua. Cuando se conectaba el cable a una fuente de energía estática la botella se cargaba, y podía descargarse conectando su borne central a un punto de potencial cero (tierra).
La "Botella de Leyden" evolucionó rápidamente hacia un recipiente de vidrio con delgadas láminas metálicas dentro y fuera. Una varilla metálica atravesaba la tapa aislante haciendo contacto con la lámina interna. Entre las placas interna y externa se aplicaba una diferencia de potencial que hacía que la "Botella de Leyden" se cargara. Una vez cargada se la podía descargar acercando el conductor central a la placa externa, produciendo la perforación dieléctrica del aire mediante una chispa.
La "Botella de Leyden" pronto encontró interesantes aplicaciones prácticas para almacenar la electricidad estática producida por distintos tipos de generador electrostático, como la máquina de Wimshurst o la máquina de Ramsden. En aquella época fueron tan importantes las aplicaciones de la "Botella de Leyden" que se pueden ver distintos modelos y diseños en muchos museos del mundo de la especialidad, pero todas conservan el mismo principio de funcionamiento.
Realizó un trabajo pionero sobre el pandeo de puntales comprimidos. Musschenbroek también fue uno de los primeros científicos (1729) en proporcionar descripciones detalladas de máquinas de prueba para pruebas de tensión, compresión y flexión. Un ejemplo temprano de un problema de plasticidad dinámica fue descrito en el artículo de 1739 (en forma de la penetración de mantequilla por un palo de madera sometido al impacto de una esfera de madera).

## Primeros años y estudios
Pieter van Musschenbroek nació el 14 de marzo de 1692 en Leiden, Holanda, República Holandesa. Su padre era Johannes van Musschenbroek y su madre Margaretha van Straaten. Los van Musschenbroek, originarios de Flandes, vivían en la ciudad de Leiden desde alrededor de 1600. Su padre era fabricante de instrumentos científicos como bombas de aire, microscopios y telescopios. 
Van Musschenbroek asistió a la escuela latina hasta 1708, donde estudió griego, latín, francés, inglés, alemán, italiano y español. Estudió medicina en la Universidad de Leiden y se doctoró en 1715. También asistió a conferencias de John Theophilus Desaguliers e Isaac Newton en Londres. Terminó sus estudios de filosofía en 1719.
Musschenbroek pertenecía a la tradición de pensadores holandeses que popularizaron el argumento ontológico del diseño de Dios. Es autor de Oratio de sapientia divina (Oración de la sabiduría divina. 1744).

## Carrera académica

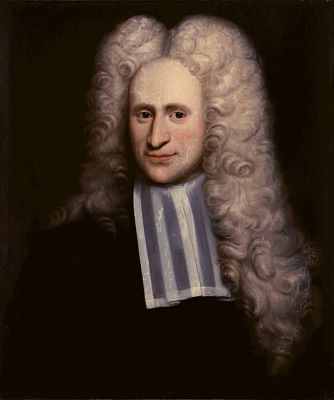
Retrato de Musschenbroek.

### Duisburgo
En 1719 fue nombrado profesor de matemáticas y filosofía en la Universidad de Duisburgo. En 1721 se convirtió también en profesor de medicina.

### Utrecht
En 1723 dejó sus cargos en Duisburgo y se convirtió en profesor de la Universidad de Utrecht. En 1726 se convirtió también en profesor de astronomía. La obra de Musschenbroek Elementa Physica (1726) desempeñó un papel importante en la transmisión de las ideas de Isaac Newton en física a Europa. En noviembre de 1734 fue elegido Miembro de la Royal Society.

### Leiden

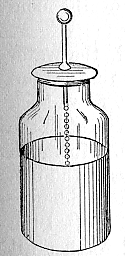
Una ilustración de principios del siglo XX de una botella de Leyden.

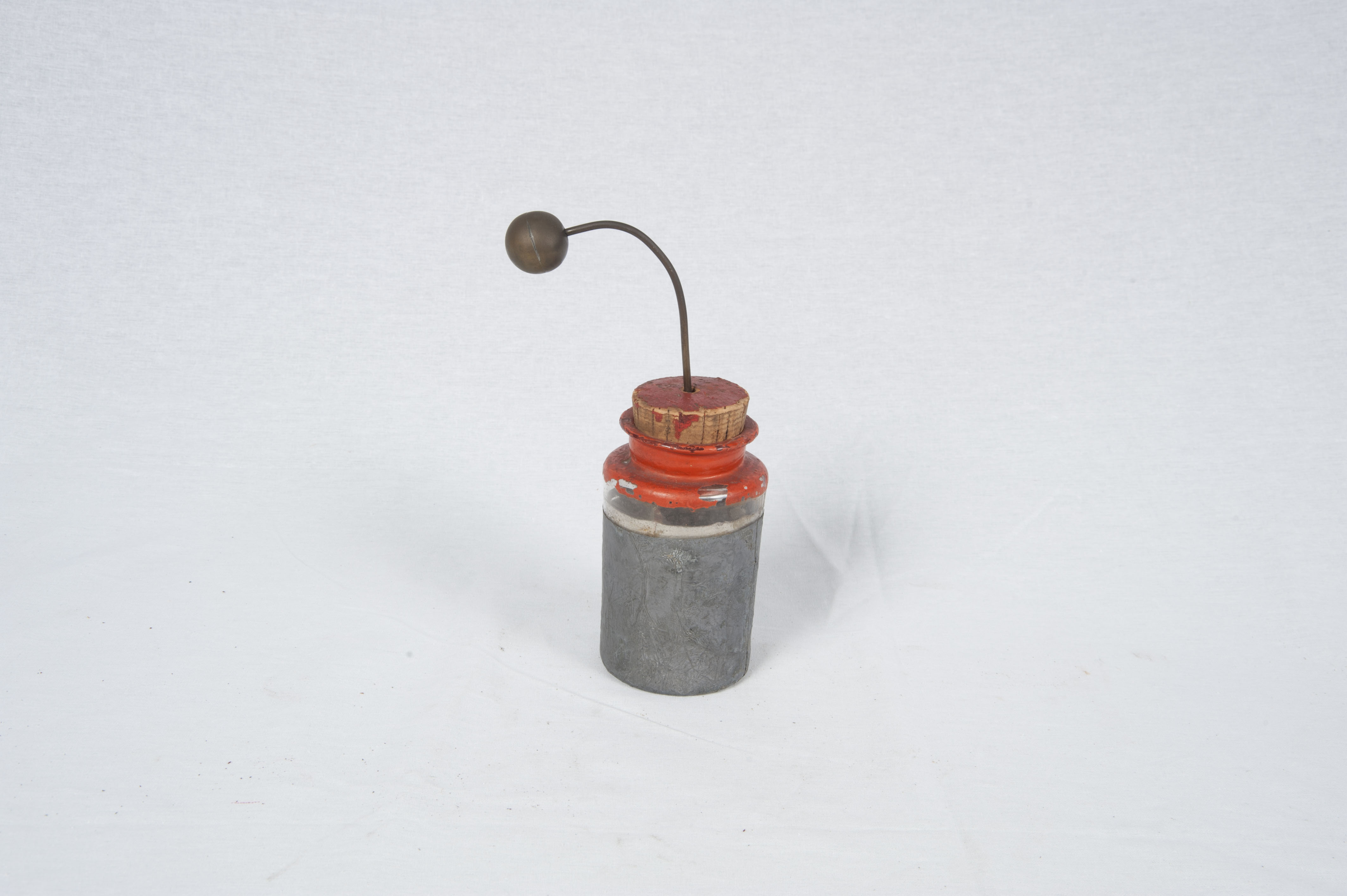
Una botella de Leyden casera.

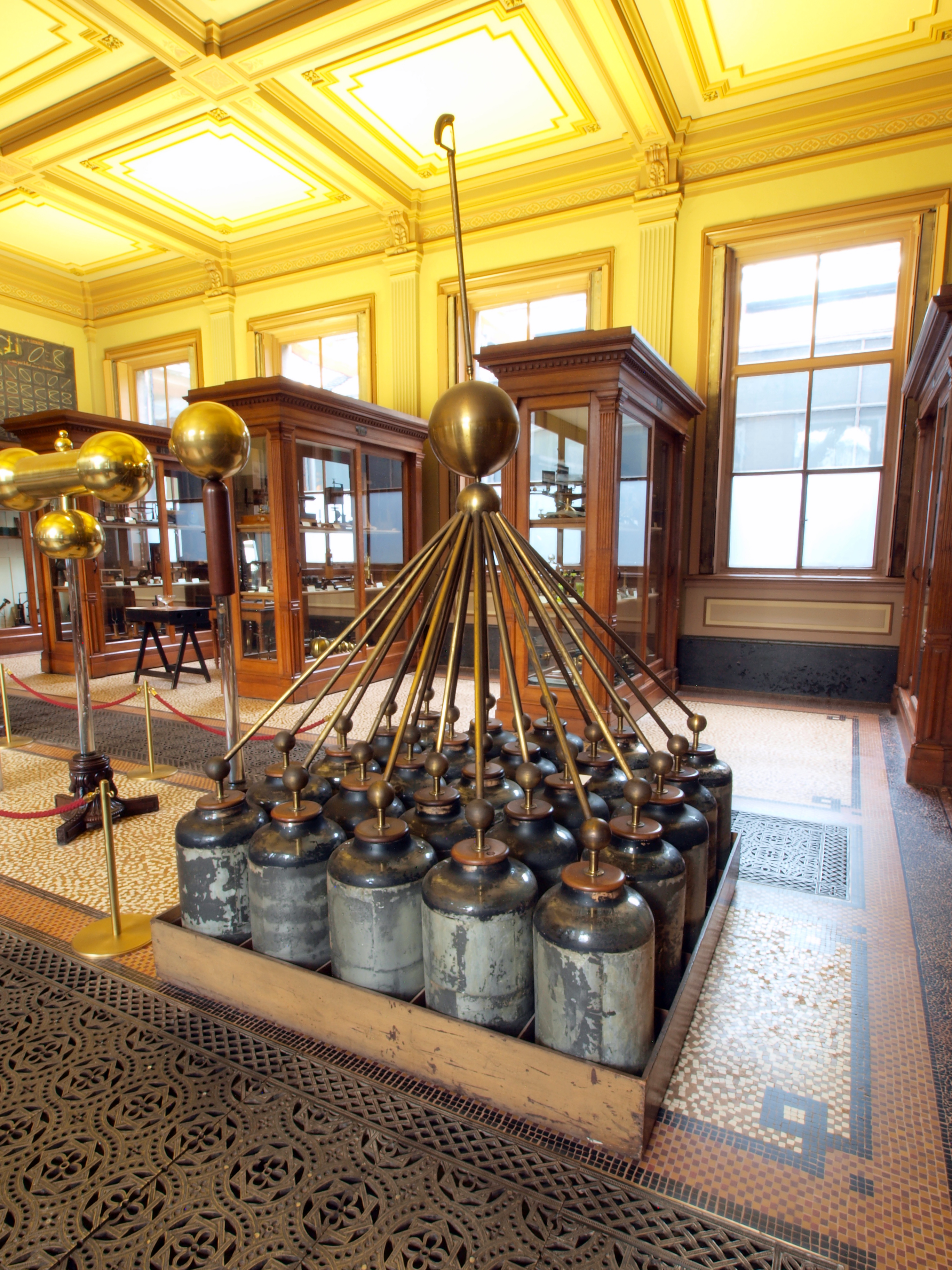
Almacenamiento de electricidad en botellas de Leyden.

En 1739 regresó a Leiden, donde sucedió a Jacobus Wittichius como profesor.
Ya durante sus estudios en la Universidad de Leiden, van Musschenbroek se interesó por la electrostática. En aquella época, la energía eléctrica transitoria podía generarse mediante máquina de fricción, pero no había forma de almacenarla. Musschenbroek y su alumno Andreas Cunaeus descubrieron que la energía podía almacenarse, en un trabajo en el que también colaboró Jean-Nicolas-Sébastien Allamand. El aparato era un tarro de cristal lleno de agua en el que se había colocado una varilla de latón; y la energía almacenada sólo podía liberarse completando un circuito externo entre la varilla de latón y otro conductor, originalmente una mano, colocado en contacto con el exterior del tarro. Van Musschenbroek comunicó este descubrimiento a René Réaumur en enero de 1746, y fue el abate Nollet, traductor de la carta de Musschenbroek del latín, quien bautizó el invento con el nombre de 'jarra de Leyden'.
Poco después, se supo que un científico alemán, Ewald Georg von Kleist, había construido de forma independiente un dispositivo similar a finales de 1745, poco antes que Musschenbroek.
Realizó una importante contribución al campo de la tribología.
En 1754 fue nombrado profesor honorario de la Academia Imperial de Ciencias de San Petersburgo. También fue elegido miembro extranjero de la Real Academia Sueca de Ciencias en 1747.
Van Musschenbroek falleció el 19 de septiembre de 1761 en Leiden.

## Otras áreas de actividad
Se interesó por la meteorología y fue uno de los primeros en introducir símbolos para designar los fenómenos meteorológicos en sus investigaciones realizadas en Utrecht y publicadas en 1728. Esta primera serie de símbolos fue retomada y enriquecida por Johann Lambert (1728-1777) y fue utilizada por la red de la Sociedad Meteorológica Palatina, una de las primeras redes de medición meteorológica (1781-1792).

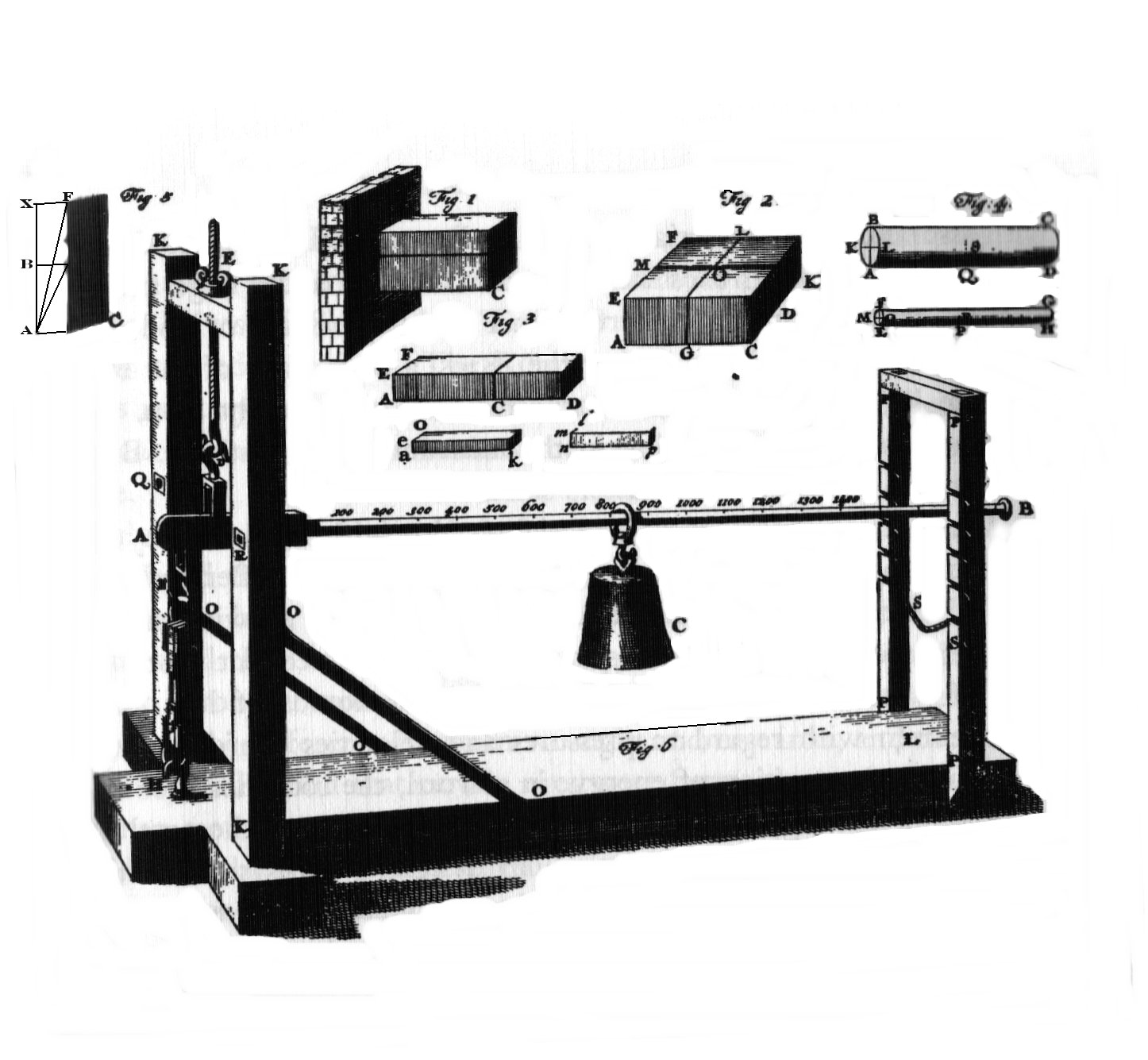
Banco de tracción de Musschenbroek.

Mientras que Réaumur intentó mejorar la calidad del hierro fundido probando la resistencia a la tracción de alambres de metal, Musschenbroek intentó medir directamente la resistencia de muestras en forma de barras; Para ello, necesitaba aplicar mayores esfuerzos de tracción, lo que consiguió aprovechando las propiedades de la palanca. La máquina que construyó para sus estudios reológicos se describe en sus Dissertationes de 1729. Midió la resistencia de varios tipos de madera y de varias piedras y metales, registrando los resultados en sus Institutiones en 1734. Demostró la diferencia de resistencia de los materiales en tensión y compresión. Este libro, traducido al francés en 1751, tuvo una influencia considerable en los ingenieros y en particular en Coulomb, quien lo llevó consigo cuando partió en misión a Martinica. Las medidas de Musschenbroek fueron criticadas por Georges-Louis Leclerc de Buffon porque sólo utilizaba barras de sección reducida, aunque ya no fueran alambres. Midiendo la rotura de las barras por flexión, Buffon observó simplemente que la resistencia de las maderas de la misma especie es muy variable y aumenta ampliamente con la densidad.

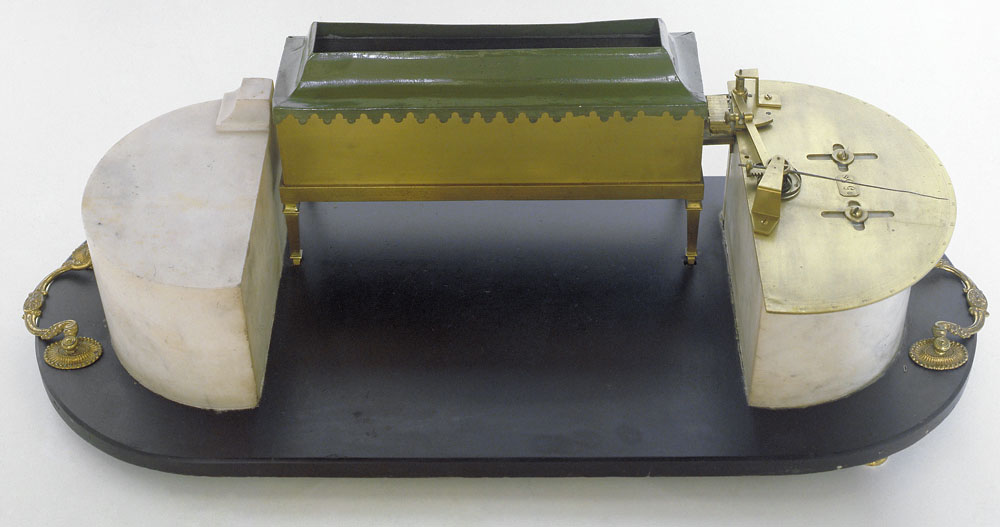
pirómetro (o dilatómetro) (Museo Galileo, Florencia, Italia)

Musschenbroek inventó en 1731 un pirómetro (o dilatómetro) para medir la expansión de barras de metal sometidas a un aumento de temperatura.
Musschenbroek continuó el trabajo de Guillaume Amontons sobre la fricción y destacó la influencia de la superficie de contacto. Llamó la atención sobre la rigidez de las cuerdas, un fenómeno peligroso y paradójico observado a bordo de los barcos de vela en las poleas. El Abad Charles Bossut continuó investigando este problema y Coulomb propuso una fórmula que daba cuenta de las observaciones.

## Obras

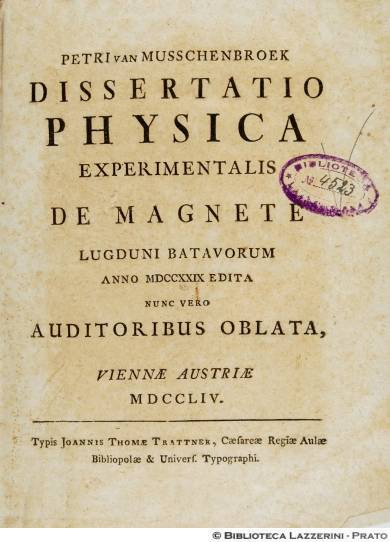
Portada de la obra de Musschenbroek Dissertatio physica experimentalis de magnete.

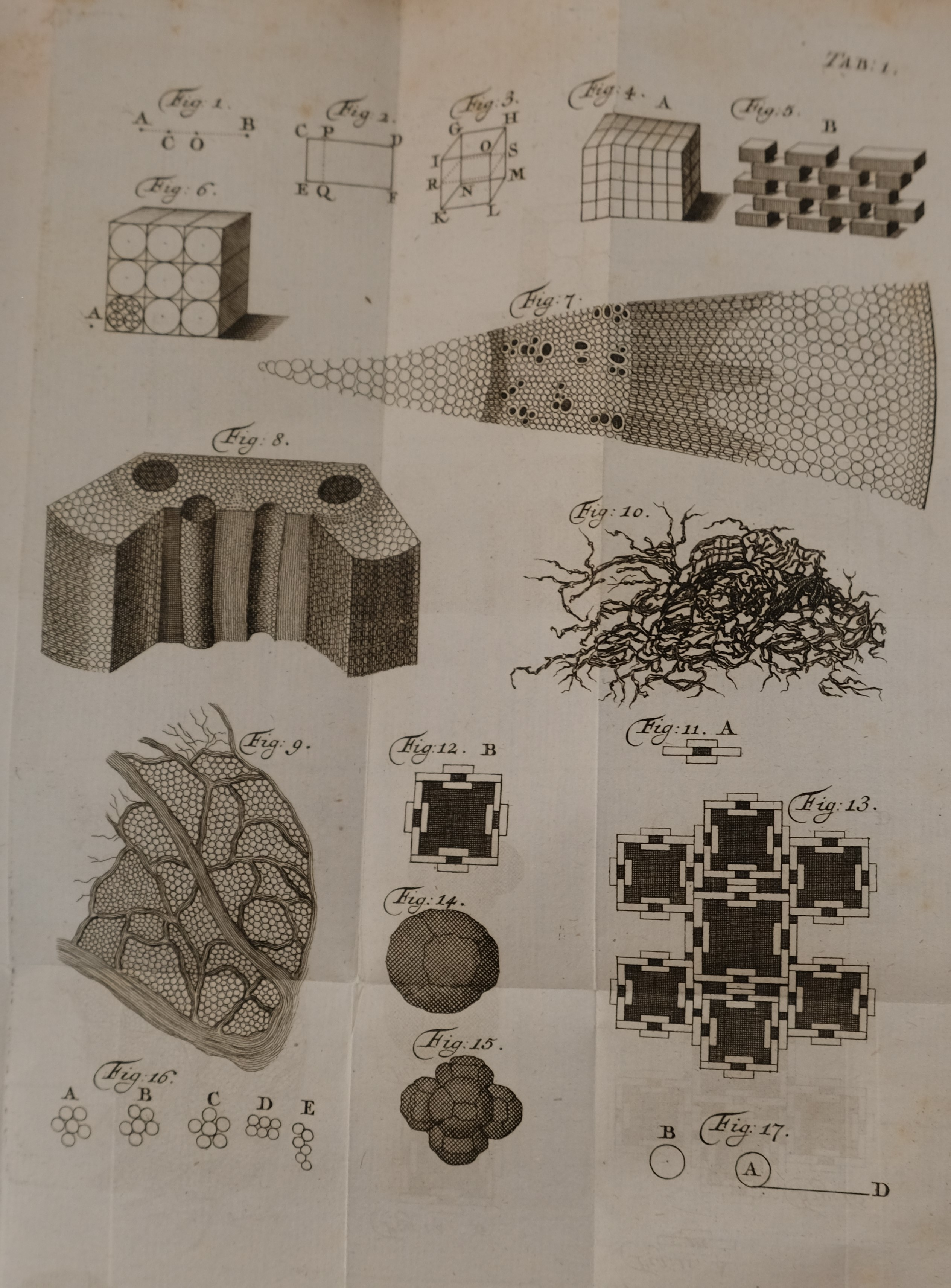
ILustraciones en una copia de 1748 de "Institutions physicae conscriptae in usus academicos" de Musschenbroek.

- Elementa Physicæ Conscripta in usus Academicos 3 v. (1726)[1]

- Physicae experimentales, et geometricae, de magnete, tuborum capillarium vitreorumque speculorum attractione magnitudine terrae, cohaerentia corporum firmorum dissertationes ut et ephemerides meteorologicae Ultrajectinae. (1729)

- Dissertationes physicae experimentalis et geometricae de magnete (1729)[1]

- Tentamina experimentorum naturalium in Accademia del Cimento Quibus Commentarios, Nova Experimenta, Et Orationem De Methodo Instituendi Experimenta Physica Addidit (1731)[1]

- Institutiones physicae (1734)[1]

- Beginsels der Natuurkunde, Beschreeven ten dienste der Landgenooten, door Petrus van Musschenbroek, Waar by gevoegd is eene beschryving Der nieuwe en onlangs uitgevonden Luchtpompen, met haar gebruik tot veel proefnemingen (1736 / 1739)[21]

- De Aeris praestantia in humoribus corporis humani (1739)[1]

- Oratio de sapientia divina[22] Leiden (1744)

- Institutiones physicae Leiden 1748,

- Dissertatio physica experimentalis de magnete. Leiden 1754,

- Compendium physicae experimentalis (1762)

- Introductio ad philosophiam naturalem Leiden (1762)

- Institutiones logicae (1764)[1]

## Homenajes
- Un asteroide del cinturón principal descubierto el 3 de mayo de 1997 lleva su nombre: (12491) Musschenbroek.
- En los Países Bajos hay muchas calles que llevan su nombre: en Ámsterdam, Apeldoorn, Eindhoven, Heerlen, La Haya, Leiden, Utrecht, Zandvoort, etc.
- Una especie de ave, el lori montano grande (familia Psittaculidae) lleva su nombre: el lori de Musschenbroek (Neopsittacus musschenbroekii).

## Véase también

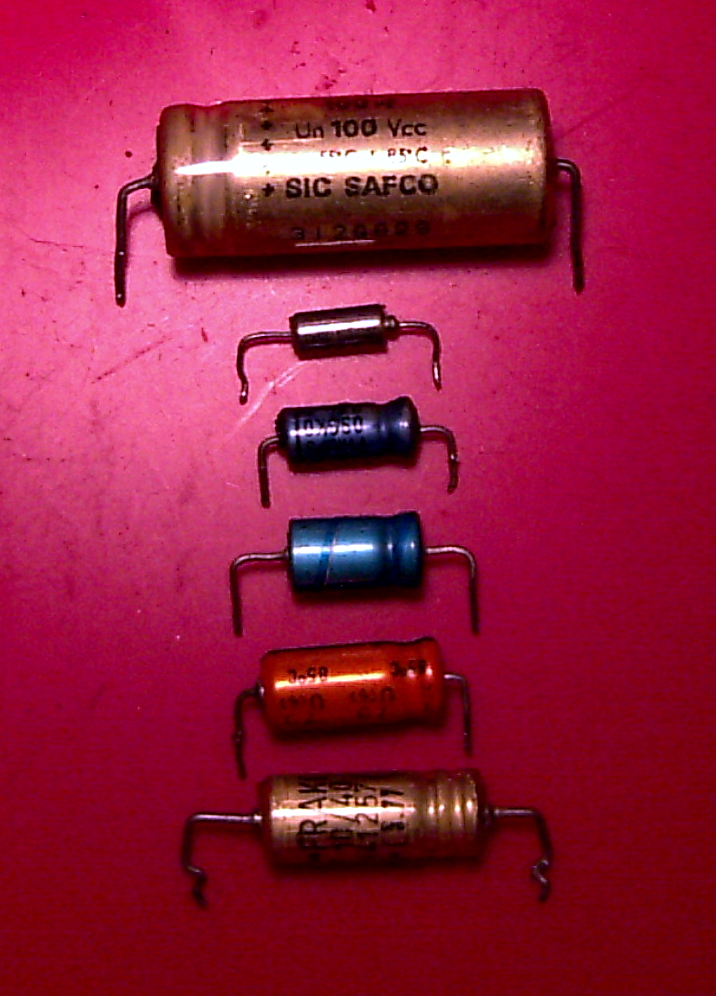
Condensadores electrolíticos axiales modernos utilizados en circuitos electrónicos.

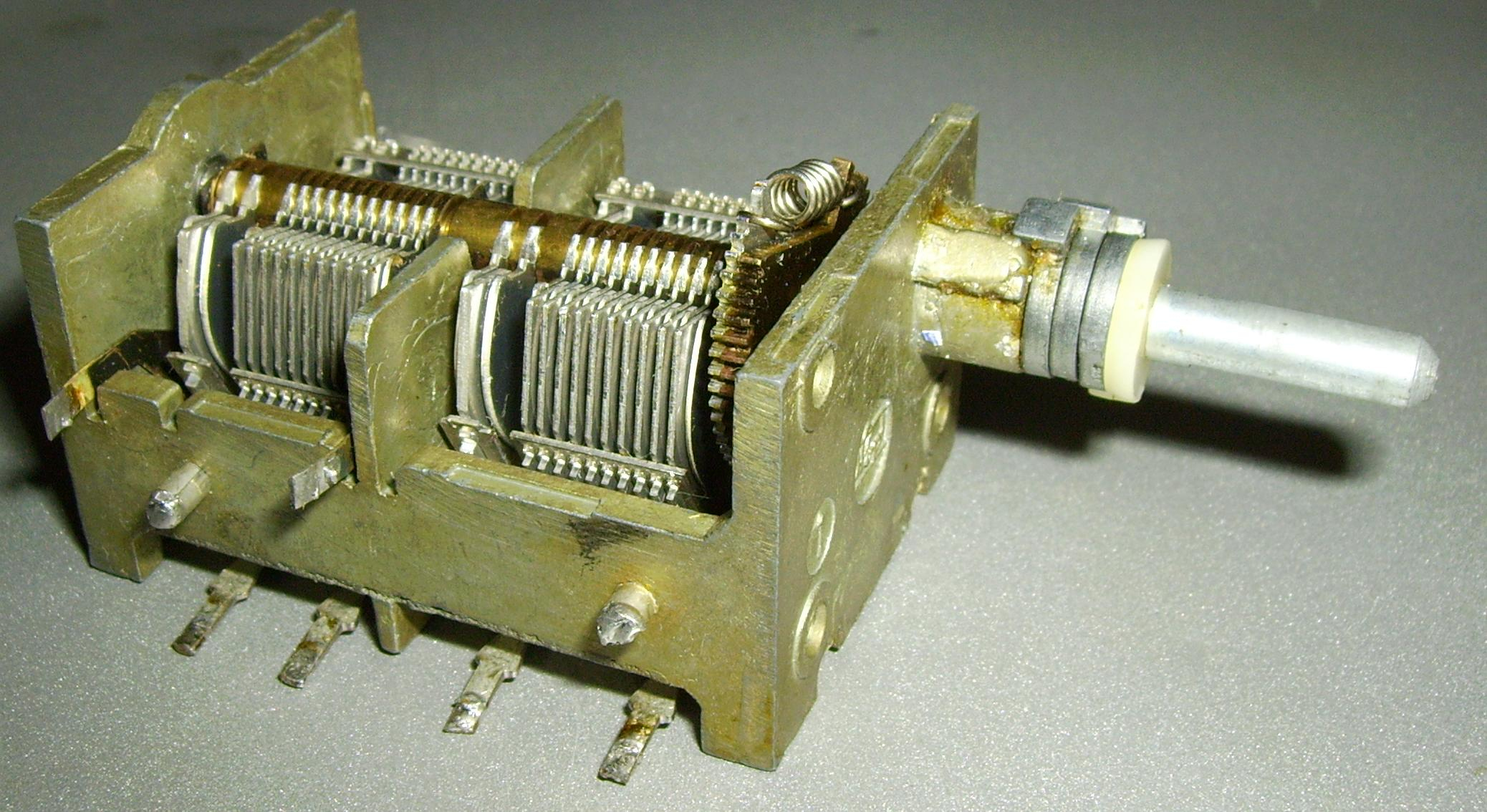
Un condensador variable de una vieja radio de onda corta/onda media/onda larga.